# Liste der Kulturgüter in Därstetten
Die Liste der Kulturgüter in Därstetten enthält alle Objekte in der Gemeinde Därstetten im Kanton Bern, die gemäss der Haager Konvention zum Schutz von Kulturgut bei bewaffneten Konflikten, dem Bundesgesetz vom 20. Juni 2014 über den Schutz der Kulturgüter bei bewaffneten Konflikten sowie der Verordnung vom 29. Oktober 2014 über den Schutz der Kulturgüter bei bewaffneten Konflikten unter Schutz stehen.
Objekte der Kategorie A und B sind vollständig in der Liste enthalten, Objekte der Kategorie C fehlen zurzeit (Stand: 8. Februar 2023). Unter übrige Baudenkmäler sind geschützte Objekte zu finden, die im Bauinventar des Kantons Bern als «schützenswert» verzeichnet sind.

## Kulturgüter
| Foto |                                                              | Objekt                            | Kat. | Typ | Standort                          | Beschreibung |
| ---- | ------------------------------------------------------------ | --------------------------------- | ---- | --- | --------------------------------- | --- |
| ja   | Datei hochladen · Wikidata zu Knuttihaus im Moos (Q19362559) | Knuttihaus im Moos KGS-Nr.: 00862 | A    | G   | Moos 47 604054 / 167216           | 1756 vom Zimmermann Hans Messerli erbautes bäuerliches Wohnhaus, mit Sonntagsstube von 1760. Konzipiert als «Prestigeobjekt» eines herrschaftlichen Simmentaler Bauernhauses, besteht das Gebäude aus kräftigen und schwungvoll konturierten Konstruktionshölzern, die von skulptierten Frieszonen und begleitenden Flachschnitzereien netzartig überspannt werden. Zusätzlich hervorgehoben wird die Bauzier von kunstvoller Malerei. |
| ja   | Datei hochladen · Wikidata zu Bauernhaus (Q19362557)         | Bauernhaus KGS-Nr.: 00864         | A    | G   | Nidfluh 309, 309a 605293 / 168003 | 1642 erbautes Bauernhaus von architekturhistorisch und künstlerischer Bedeutung, das einen eindrücklichen Akzent im Ortsbild setzt. Es handelt sich dabei um eine Mischkonstruktion auf massivem Sockelgeschoss mit gemalten Eckquadern. Die Plastizität und Bauzier der Front wird geschossweise gesteigert, indem geschnitzte und gemalte Ornament- und Inschriftenbänder zu Einheiten verkettet werden.                             |
| ja   | Datei hochladen · Wikidata zu Bauernhaus Argel (Q19362558)   | Bauernhaus KGS-Nr.: 09213         | A    | G   | Argel 161 603427 / 166664         | 1759 von Hans Messerli erbautes, repräsentatives bäuerliches Wohnhaus. Zwei komplett ausgebildete Fassaden unter grossem Satteldach, deren Habitus sich in der von Messerli gepflegten Zimmermannskunst mit ausgeprägtem spätbarockem Gestaltungswillen offenbart. Kennzeichnend sind die Malereien im sogenannten jüngeren Simmentaler Malstil sowie die Figurendarstellungen, die dem Maler Anthoni Schwaller zugeschrieben werden.  |
| ja   | Datei hochladen · Wikidata zu Kloster Därstetten (Q23784148) | Reformierte Kirche KGS-Nr.: 00865 | B    | G   | Kloster 41 604475 / 167170        | Ende des 12. Jahrhunderts erbautes Kirchengebäude, bis zur Reformation der Muttergottes geweiht und Sitz eines Augustiner-Chorherrenstift. Schlichte Saalkirche mit Apsis und ausladendem Vordach, daran angebaut ein Turm mit Spitzhelm von 1926. Das heutige Erscheinungsbild des Kirchenschiffs mit Flachdecke, rechteckigem Chor und Empore ist auf mehrere Umbauphasen im 13., 15. und 17. Jahrhundert zurückzuführen.            |

## Übrige Baudenkmäler
Hinweis: Anstelle der KGS-Nummer wird als Objekt-Identifikator (ID) die Grundstücksnummer verwendet.
| ID            | Foto |                                                                           | Objekt                                       | Typ | Standort                                     | Beschreibung |
| ------------- | ---- | ------------------------------------------------------------------------- | -------------------------------------------- | --- | -------------------------------------------- | ------------ |
| 20            | BW   | Datei hochladen                                                           | Pfarrhaus (1721–1724)                        | G   | Pfarrhaus 42 604421 / 167130                 |              |
| 20            | BW   | Datei hochladen                                                           | Ehemaliges Waschhaus mit Schopf (um 1800)    | G   | Kloster 42a 604437 / 167134                  |              |
| 29            | ja   | Datei hochladen · Wikidata zu Doktorhaus (1814) (Q128804119)              | Doktorhaus (1814)                            | G   | Weissenburg, Doktorhaus 369, 602768 / 167424 |              |
| 62            | BW   | Datei hochladen                                                           | Bauernhaus (17. Jh.)                         | G   | Oberdorf 374 602747 / 167440                 |              |
| 80; 163       | BW   | Datei hochladen                                                           | Bauernhaus (1571)                            | G   | Aegerten 189, 189a 603883 / 167716           |              |
| 104; 401; 499 | BW   | Datei hochladen                                                           | Bauernhaus (17. Jh.)                         | G   | Dorf 366, 366a, 366b 602792 / 167494         |              |
| 113; 304      | ja   | Datei hochladen                                                           | Bauernhaus (1713)                            | G   | Nidfluh 315, 315a 605420 / 167970            |              |
| 119           | BW   | Datei hochladen                                                           | Bauernhaus (1602)                            | G   | Hasli 192 604529 / 167624                    |              |
| 129           | BW   | Datei hochladen                                                           | Bauernhaus (Ende 17. Jh.)                    | G   | Wiler 340 605296 / 167412                    |              |
| 134           | BW   | Datei hochladen                                                           | Bauernhaus (frühes 16. Jh.)                  | G   | Steini 76 603878 / 166790                    |              |
| 165           | BW   | Datei hochladen                                                           | Ehemalige Mühle (1661)                       | G   | Reichenbach 171a 603950 / 167520             |              |
| 193           | BW   | Datei hochladen                                                           | Bauernhaus (16. Jh.)                         | G   | Wösch 327 605860 / 167381                    |              |
| 193           | BW   | Datei hochladen                                                           | Speicher (um 1700)                           | G   | Wösch 327a 605858 / 167381                   |              |
| 199           | BW   | Datei hochladen                                                           | Bauernhaus (1630)                            | G   | Wiler 335 605372 / 167391                    |              |
| 413           | BW   | Datei hochladen                                                           | Bauernhaus (1630)                            | G   | Wiler 336, 336a 605362 / 167420              |              |
| 219; 846      | BW   | Datei hochladen                                                           | Bauernhaus (1613)                            | G   | Hubel 80, 80a 603728 / 166820                |              |
| 222           | BW   | Datei hochladen                                                           | Ehemaliger Käsespeicher (1. Drittel 19. Jh.) | G   | Reichenbach 174 603971 / 167606              |              |
| 246           | BW   | Datei hochladen                                                           | Kehlstadt-Haus (spätes 19. Jh.)              | G   | Lochmatte 358c 604173 / 167581               |              |
| 270           | BW   | Datei hochladen                                                           | Bauernhaus (um 1650)                         | G   | Wiler 338 605316 / 167420                    |              |
| 270           | BW   | Datei hochladen                                                           | Speicher (18. Jh.)                           | G   | Wiler 339 605315 / 167402                    |              |
| 280; 863      | BW   | Datei hochladen                                                           | Bauernhaus (1780)                            | G   | Reichenbach 179, 179a 603809 / 167658        |              |
| 304           | BW   | Datei hochladen                                                           | Speicher (1578)                              | G   | Nidfluh 314c 605399 / 167981                 |              |
| 309           | BW   | Datei hochladen                                                           | Wohnhaus (1777)                              | G   | Oberdorf 373 602749 / 167458                 |              |
| 329           | BW   | Datei hochladen                                                           | Bauernhaus (2. Hälfte 17. Jh.)               | G   | Oberdorf 378 602736 / 167421                 |              |
| 355           | BW   | Datei hochladen                                                           | Scheune (1797)                               | G   | Haslimatte 348a 604623 / 167571              |              |
| 373; 374      | ja   | Datei hochladen                                                           | Bauernhaus (1718)                            | G   | Hasli 191, 191c 604475 / 167644              |              |
| 400           | ja   | Datei hochladen · Wikidata zu Wohn- und Geschäftshaus (1924) (Q128804418) | Wohn- und Geschäftshaus (1924)               | G   | Oberdorf 372 602769 / 167454                 |              |
| 448           | BW   | Datei hochladen                                                           | Bauernhaus (1655)                            | G   | Nidfluh 306 605252 / 168029                  |              |
| 451           | ja   | Datei hochladen                                                           | Bauernhaus (um 1800)                         | G   | Lehenmatte 44 604339 / 167081                |              |
| 452; 996      | ja   | Datei hochladen                                                           | Bauernhaus (1606)                            | G   | Moos 45, 45a 604099 / 167220                 |              |
| 492           | BW   | Datei hochladen                                                           | Bauernhaus (1750)                            | G   | Hüseli 353 604570 / 167368                   |              |
| 508           | BW   | Datei hochladen                                                           | Bauernhaus (1841)                            | G   | Egg 78 603887 / 166858                       |              |
| 558           | BW   | Datei hochladen                                                           | Gasthof Bären (1798)                         | G   | Lochmatte 358 604207 / 167554                |              |
| 569           | ja   | Datei hochladen                                                           | Bauernhaus (1655)                            | G   | Nidfluh 305 605234 / 168001                  |              |
| 573           | BW   | Datei hochladen                                                           | Bauernhaus (1655)                            | G   | Wiler 334 605381 / 167430                    |              |
| 662           | BW   | Datei hochladen                                                           | Bauernhaus (2. Hälfte 18. Jh.)               | G   | Wiler 341 605267 / 167457                    |              |
| 722           | ja   | Datei hochladen                                                           | Bauernhaus (1739)                            | G   | Nidfluh 305b 605202 / 168009                 |              |
| 839           | ja   | Datei hochladen                                                           | Bäuerliches Wohnhaus (17. Jh.)               | G   | Moos 47c 603979 / 167250                     |              |